# Wälder bei Biberach
Das FFH-Gebiet Wälder bei Biberach in Baden-Württemberg wurde 2005 durch das Regierungspräsidium Tübingen angemeldet. Mit Verordnung des Regierungspräsidiums Tübingen vom 5. November 2018 (in Kraft getreten am 11. Januar 2019), wurde das Schutzgebiet ausgewiesen. 

## Lage
Das 714 Hektar große Schutzgebiet Wälder bei Biberach liegt im Naturraum Riß-Aitrach-Platten. Das Gebiet liegt vollständig im Landkreis Biberach mit den Gemeinden Attenweiler, Biberach an der Riß, Maselheim, Schemmerhofen, Ummendorf, Uttenweiler und Warthausen. Das Gebiet besteht aus insgesamt 19 Teilgebieten.

## Schutzzweck

### Lebensraumtypen
Folgende Lebensraumtypen nach Anhang I der FFH-Richtlinie kommen im Gebiet vor:
| EU Code | * | Lebensraumtyp (offizielle Bezeichnung)                                                                          | Kurzbezeichnung                              |
| ------- | - | --- | -------------------------------------------- |
| 3150    |   | Natürliche eutrophe Seen mit einer Vegetation des Magnopotamions oder Hydrocharitions                           | Natürliche nährstoffreiche Seen              |
| 3260    |   | Flüsse der planaren bis montanen Stufe mit Vegetation des Ranunculion fluitantis und des Callitricho-Batrachion | Fließgewässer mit flutender Wasservegetation |
| 7220    | * | Kalktuffquellen (Cratoneurion)                                                                                  | Kalktuffquellen                              |
| 9110    |   | Hainsimsen-Buchenwald (Luzulo-Fagetum)                                                                          | Hainsimsen-Buchenwald                        |
| 9130    |   | Waldmeister-Buchenwald (Asperulo-Fagetum)                                                                       | Waldmeister-Buchenwald                       |
| 9180    | * | Schlucht- und Hangmischwälder (Tilio-Acerion)                                                                   | Schlucht- und Hangmischwälder                |
| 91E0    | * | Auen-Wälder mit Alnus glutinosa und Fraxinus excelsior (Alno-Padion, Alnion incanae, Salicion albae)            | Auenwälder mit Erle, Esche, Weide            |

### Arteninventar
Folgende Arten von gemeinschaftlichem Interesse kommen im Gebiet vor:
| Bild             | EU Code | * | Art              | wissenschaftlicher Name | Artengruppe |
| ---------------- | ------- | - | ---------------- | ----------------------- | ----------- |
| Kammmolch        | 1166    |   | Kammmolch        | Triturus cristatus      | Amphibien   |
| Gelbbauchunke    | 1193    |   | Gelbbauchunke    | Bombina variegata       | Amphibien   |
| Grünes Besenmoos | 1381    |   | Grünes Besenmoos | Dicranum viride         | Moose       |

### Zusammenhängende Schutzgebiete
Das Naturschutzgebiet Gutershofer Weiher liegt vollständig innerhalb der Grenzen des FFH-Gebiets.